# Taljavaara
Taljavaara är en kulle i Finland.   Den ligger i den ekonomiska regionen  Fjäll-Lappland  och landskapet Lappland, i den norra delen av landet, 800 km norr om huvudstaden Helsingfors. Toppen på Taljavaara är 241 meter över havet.
Terrängen runt Taljavaara är huvudsakligen platt.  Trakten runt Taljavaara är nära nog obefolkad, med mindre än två invånare per kvadratkilometer. Det finns inga samhällen i närheten. 